# IC 265
IC 265 ist eine elliptische Galaxie vom Hubble-Typ E0 im Sternbild Perseus am Nordsternhimmel. Sie ist schätzungsweise 245 Millionen Lichtjahre von der Milchstraße entfernt und hat einen Durchmesser von etwa 50.000 Lj.

Im selben Himmelsareal befinden sich u. a. die Galaxien NGC 1129, NGC 1130, NGC 1131, IC 266.
Das Objekt wurde am 3. November 1888 vom US-amerikanischen Astronomen Lewis Swift entdeckt.